# Брест (Іг)
Брест (словен. Brest) — поселення в общині Іг, Осреднєсловенський регіон, Словенія. Висота над рівнем моря: 288,3 м.